# Свети Наум Охридски (Битоля)
„Свети Наум Охридски“ (на македонска литературна норма: „Свети Наум Охридски“) е православна църква в Битоля, Северна Македония, част от Преспанско-Пелагонийската епархия на Македонската православна църква.
Църквата е метох на манастира „Свети Наум“. Разположена е на улица „Христо Христов“ № 15 и е сред важните култови места в града. Представлява жилищна сграда, дарена на манастира в 1931 година. Иконостасът в храма е дело на резбаря Георги Караджовски и датира от 1960 година.